# Busto del Papa Paulo V
El artista italiano Gian Lorenzo Bernini hizo dos Bustos del Papa Paulo V. El primero se encuentra actualmente en la Galería Borghese, en Roma. Se acepta que su fecha de creación fue 1618. En 2015, un segundo busto fue adquirido por el Museo J. Paul Getty de Los Ángeles. Fue creada por Bernini en 1621, poco después de la muerte de Paulo V, a raíz de un encargo de su sobrino, el cardenal Scipione Borghese. Existe una versión en bronce de la escultura que se encuentra en la Galería Nacional de Dinamarca
de Copenhague, Dinamarca.

## Redescubrimiento del Segundo Busto
Durante la mayor parte del siglo XX, el segundo busto se creía perdido. Fue vendido por la familia Borghese en 1893, y un historiador del arte registró su existencia en Viena en el año de 1916. Sin embargo, poco más se sabe acerca de la presencia del busto, hasta que apareció en una subasta en Eslovaquia en 2014: la pieza formaba parte de la colección privada del artista eslovaco Ernest Zmeták. No reconocido por los vendedores, fue comprado por un residente de Bratislava, Clément Guenebeaud, que luego vendió el busto a través de la casa de subastas Sotheby's a los actuales titulares, el Museo Getty.